# OpenNMS
OpenNMS je software pro monitorování sítě a spravování sítě. Je naprogramovaný v Javě  a dostupný pro řadu platforem, mj. většinu linuxových distribucí, FreeBSD, Microsoft Windows, Solaris a OS X. Vyžaduje Javu verze SDK od 1.6 a databázi PostgreSQL, i když se časem předpokládá databázová nezávislost pomocí projektu Hibernate. OpenNMS je uvolněný pod licencí AGPL, tedy se jedná o svobodný software.
Sběr dat může OpenNMS provádět mimo jiné pomocí SNMP,, JMX, HTTP, JDBC a WMI.
Oznámení o událostech může OpenNMS podávat přes e-mail, XMPP nebo SMS.
Balík Nextcloud od své verze 10 vydané v roce 2016 integruje pro monitorování serveru právě OpenNMS.